# Поджог Рейхстага

Горящий Рейхстаг

Поджо́г Рейхста́га (нем. Reichstagsbrand) произошёл 27 февраля 1933 года и сыграл важную роль в укреплении власти нацистов в Германии. По официальной версии нацистов, поджог был совершён нидерландским коммунистом Маринусом ван дер Люббе, за что он был приговорён к смертной казни.
Инцидент стал поводом для ограничения нацистами гражданских свобод населения и начала проведения репрессий против немецких коммунистов и социал-демократов.

## Предыстория
30 января 1933 года президент Веймарской республики Пауль фон Гинденбург назначил Адольфа Гитлера на должность главы нового коалиционного правительства — рейхсканцлера. Помимо него в новое правительство вошло лишь два члена его партии — Вильгельм Фрик в качестве рейхсминистра внутренних дел и Герман Геринг в качестве министра без портфеля (при этом курировавшего Министерство внутренних дел крупнейшей земли Германии — Пруссии).
Уже двумя днями позже, 1 февраля, Гитлер в качестве канцлера попросил Гинденбурга распустить Рейхстаг (в котором у НСДАП на тот момент было лишь 32 % мест) и назначить новые выборы, рассчитывая добиться на них большинства для НСДАП. Гинденбург удовлетворил просьбу, Рейхстаг был распущен, новые выборы были назначены на 5 марта 1933 года.
В феврале 1933 года Германия оказалась в центре избирательной кампании. Гитлер при всяком случае в ходе кампании провозглашал, что главным врагом нацистского движения были левые партии (коммунисты и социал-демократы), но уверенности в том, что партию Гитлера ждет победа, не было. Поэтому нацисты пытались как можно быстрее устранить конкурентов.
2 февраля 1933 года, приказом главы МВД Пруссии Германа Геринга, в стране были запрещены собрания и демонстрации Коммунистической партии. В тот же день полицейскому налету и многочасовому обыску был подвергнут дом Карла Либкнехта в Берлине. 4 февраля 1933 года за подписями Гинденбурга и Гитлера был опубликован чрезвычайный декрет «О защите немецкого народа», который фактически запрещал всякие собрания и митинги. Декрет от 4 февраля 1933 года дал нацистам юридическое основание для разгона антинацистских демонстраций и митингов, запрещения любого органа печати коммунистических газет, фактически легализовал штурмовые отряды СА.
5 февраля в Берлине состоялся парад под лозунгом объединения сил всех националистических партий. После шествия с флагами националисты устроили погромы в домах и кафе, где обычно собирались коммунисты. Во многих городах Германии произошли уличные бои, во время которых погибло много людей. Эту вялотекущую гражданскую войну коммунисты проигрывали.
6 февраля в стране вступил в силу закон о введении чрезвычайного положения «для защиты немецкого народа». А 9 февраля начались обыски помещений, которые использовали коммунистические ячейки и квартир лидеров партии. Страну захлестнула волна массовых арестов и похищений людей. Штурмовики методично уничтожали несогласных по всей стране. 17 февраля Геринг издал приказ, требовавший применять оружие в борьбе с коммунистами и социал-демократами. 22 февраля 1933 г. CA и СС были наделены правами «вспомогательной полиции». Тем самым стали по факту частью государственного аппарата и получили неограниченные права для нападения на собрания и демонстрации левых организаций.
20 февраля 1933 года в резиденции Геринга состоялась секретная встреча Гитлера с 25 промышленниками, на предвыборную кампанию НСДАП ими было предоставлено 3 миллиона рейхсмарок.
24 февраля полиция снова устроила обыск в доме Карла Либкнехта. Однако руководство КПГ уже покинуло здание, частично перейдя на нелегальное положение. В прессе тогда появились сообщения о находке склада оружия и документов, «доказывающих» существование заговора, предусматривающего осуществление терактов. Множество похожих слухов ходило в последнюю неделю февраля.
Но коммунисты и социал-демократы продолжали активно сопротивляться новым властям. Их боевые группы и группы «Антифашистской лиги» объединились под единым командованием, которое 26 февраля 1933 года выступило с призывом к народу начать «широкое наступление в титанической борьбе против фашистской диктатуры». Тогда нацисты начали искать повод легально запретить оппозиционные партии.

## Пожар
27 февраля в 22 часа берлинские пожарные получили сообщение, что здание Рейхстага горит. Несмотря на все усилия пожарных, здание было охвачено огнём. Только в 23:30 пожар был потушен, а в горящем здании был задержан голландец Маринус ван дер Люббе, бывший независимый коммунист. На место прибыли Гитлер, Геббельс, вице-канцлер Франц фон Папен и принц Генрих Гюнтер. Там их встретил Герман Геринг, возглавлявший полицию Пруссии и одновременно бывший председателем рейхстага. Гитлер заявил, что поджог рейхстага совершили коммунисты, и это якобы был сигнал для начала коммунистического переворота.
В 1960-х годах немецкий журнал «Шпигель» провёл собственное расследование и пришёл к выводу, что поджог Рейхстага действительно был делом рук пироманьяка-одиночки ван дер Люббе. Однако некоторые историки продолжают считать, что одновременно с ван дер Люббе в здание по подземному тоннелю проник отряд штурмовиков во главе с Карлом Эрнстом, которые знали о намерении ван дер Люббе устроить поджог и разлили в здании бензин, после чего по тому же тоннелю ушли. Сам Карл Эрнст погиб во время Ночи Длинных ножей, поэтому ответить на вопрос, организовал ли он теракт или нет, невозможно.
По версии Уильяма Ширера, о замысле ван дер Люббе нацисты случайно узнали заранее (ван дер Люббе хвастался своими планами в баре) и поэтому смогли использовать его активность в своих целях.
Британский исследователь Ричард Эванс уверен, что ван дер Люббе действовал один, пытаясь тем самым привлечь политически пассивных немецких безработных к активной борьбе. Серьёзный вред, причиненный зданиям, где располагались государственные органы, должен был продемонстрировать уязвимость властных институтов и стимулировать безработных к протестным акциям. Также Эванс, опираясь на воспоминания Рудольфа Дильса, руководителя гестапо, который допрашивал ван дер Люббе, утверждает, что пожар оказался полной неожиданностью для Гитлера и его окружения, которые сначала решили, что поджог Рейхстага — террористический акт коммунистов, и нанесли ответный удар по Коммунистической партии Германии.
В 2008 году ван дер Люббе был амнистирован на основании закона о несправедливых судебных приговорах нацистских судов, вступившего в силу в 1998 году.

## Последствия

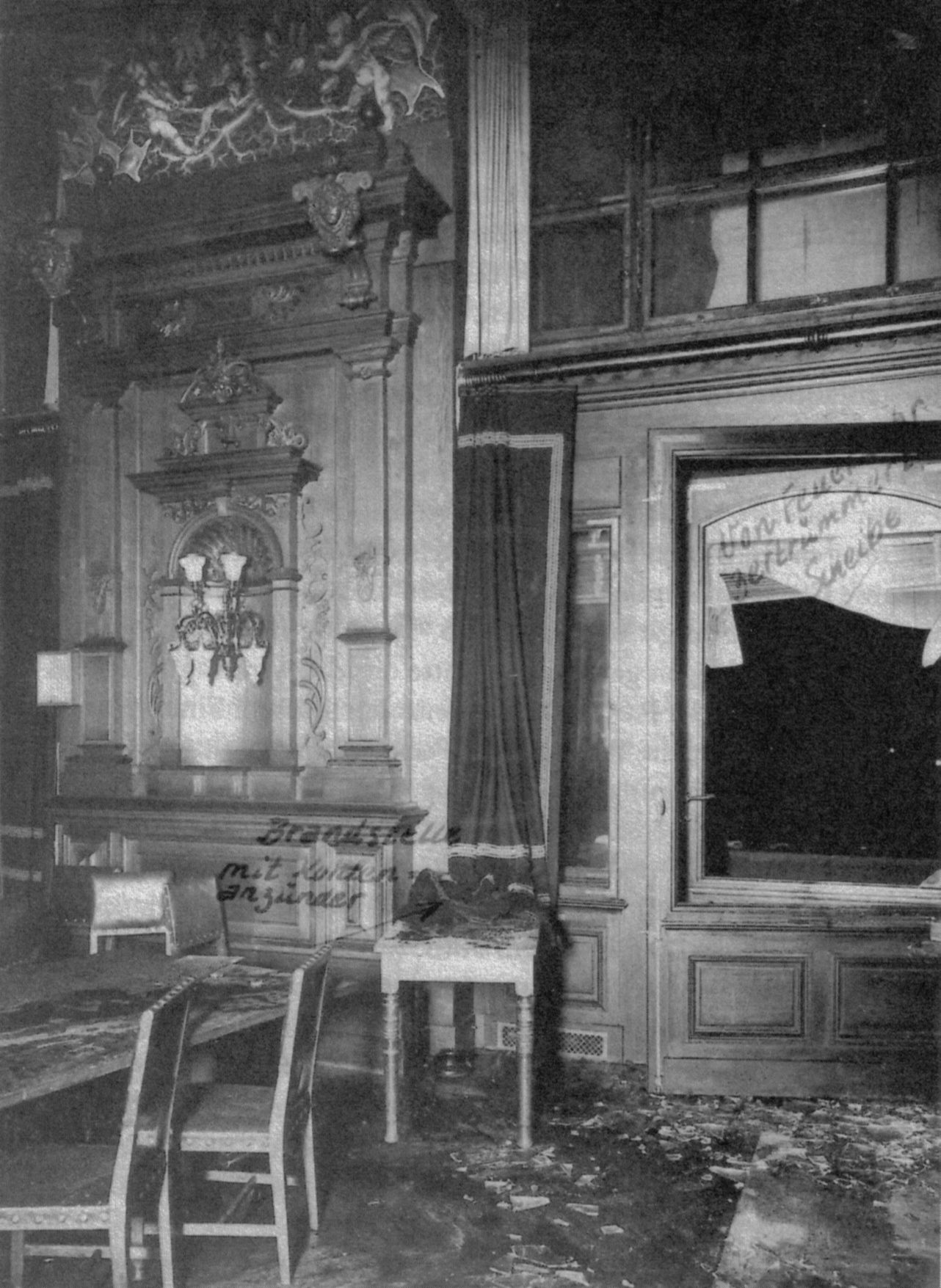
Окно, через которое, как считается, ван дер Люббе проник в здание

28 февраля был опубликован чрезвычайный указ рейхспрезидента «О защите народа и государства», отменявший свободу личности, собраний, союзов, слова, печати и ограничивавший тайну переписки и неприкосновенность частной собственности. Была запрещена Коммунистическая партия Германии. В течение нескольких дней были арестованы около четырёх тысяч коммунистов и множество лидеров социал-демократических и либеральных организаций, в том числе депутаты рейхстага. Закрытие оппозиционных газет (коммунистическая «Роте Фане» была закрыта ещё до поджога) дало возможность успешно довести до конца избирательную кампанию.
Несмотря на это, по итогам состоявшихся 5 марта 1933 года выборов в рейхстаг национал-социалисты вновь не получили абсолютного большинства — им досталось только 288 мандатов из 647. Тогда по предложению гитлеровского рейхсминистра внутренних дел Вильгельма Фрика был аннулирован 81 мандат, который по итогам выборов должен был достаться коммунистам. Также к участию в работе рейхстага не был допущен ряд избранных депутатов от СДПГ.
Эти меры в сочетании с договорённостями, достигнутыми с депутатами от ряда правых партий, позволили гитлеровцам 24 марта 1933 года провести через рейхстаг Закон в целях устранения бедствий народа и государства (законопроект поддержал 441 депутат рейхстага, только 84 социал-демократических депутата голосовали против). Этим актом имперскому правительству предоставлялось право издания государственных законов, в том числе таких, которые «могут отклоняться от имперской конституции». Первоначально было установлено, что закон будет действовать четыре года, но в дальнейшем его действие продлевалось, и он оставался в силе до самого конца правления Гитлера, диктатура которого, таким образом, получала законодательное оформление.
Одновременно шёл процесс захвата нацистами власти на местах. Национал-социалисты устраивали повсюду манифестации так называемого «народного гнева». Нацистские демонстранты, большей частью штурмовики или партийные активисты, выстраивались перед ратушами и правительственными зданиями, требовали поднять знамя со свастикой и угрожали блокадой или штурмом зданий. В свою очередь, рейхсминистр внутренних дел, нацист Фрик использовал это как предлог, чтобы вмешаться, ссылаясь на декрет о чрезвычайном положении. Он смещал земельное правительство и назначал комиссара, как правило, гауляйтера НСДАП, в компетенции которого находилась соответствующая земля, или другого руководящего национал-социалиста, а также в качестве уполномоченных — полицайпрезидентов (начальников полиции).
Вскоре все политические партии Германии, кроме НСДАП, были либо разогнаны, либо заявили о самороспуске. 14 июля 1933 года был издан т. н. «Закон против образования новых партий», объявлявший НСДАП единственной партией страны и вводивший уголовную ответственность за попытку создания или поддержания существования иных партийных объединений.

## Лейпцигский процесс

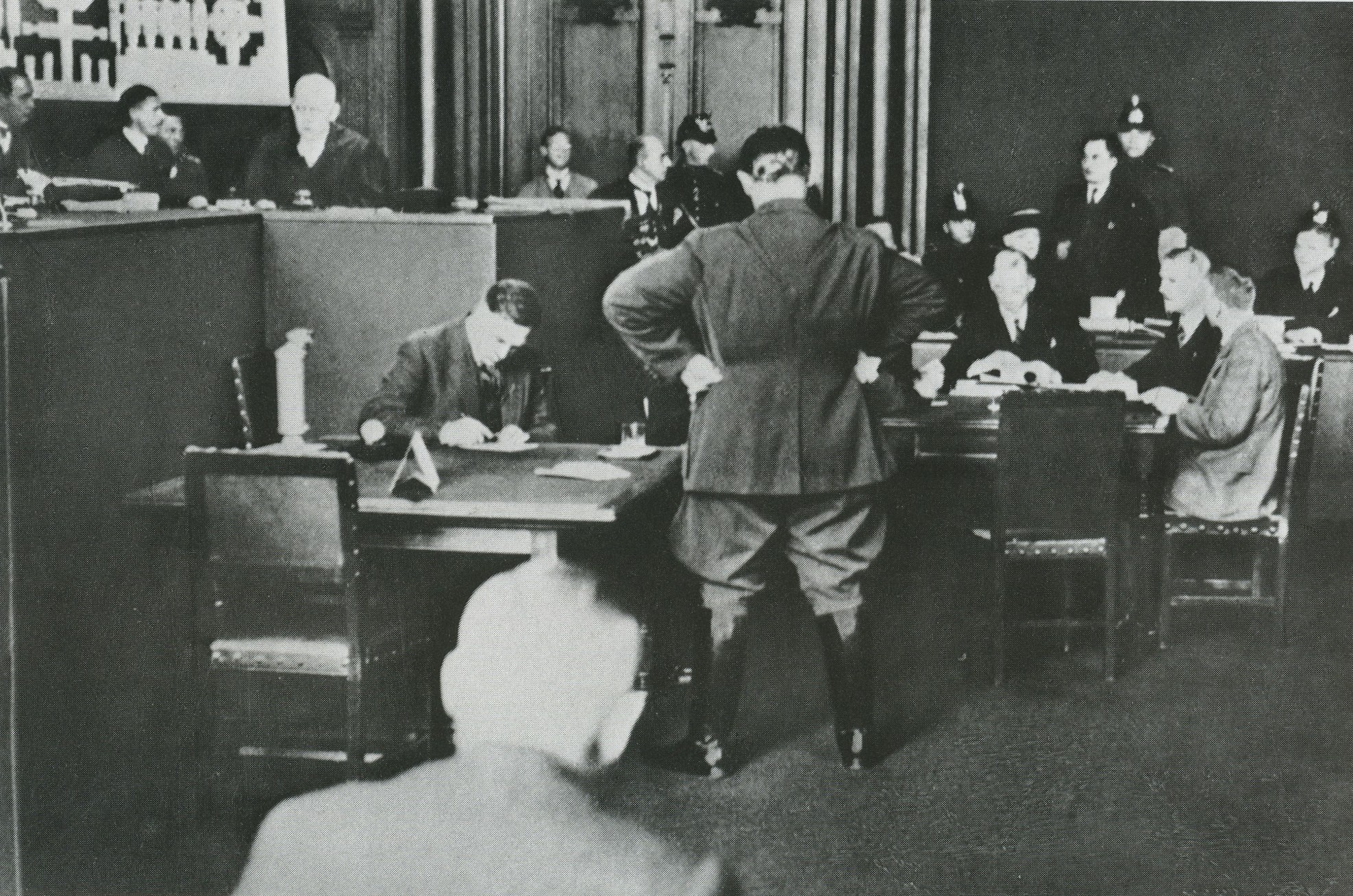
Выступление Георгия Димитрова на судебном процессе о поджоге Рейхстага, Лейпциг, 1933 год. Спиной стоит Геринг

Васил Танев, Благой Попов и Георгий Димитров. Фото берлинской полиции (1933)

Процесс продолжался три месяца — с 21 сентября до 23 декабря 1933 года. Непосредственно в поджоге рейхстага были обвинены пять человек: ван дер Люббе, лидер парламентской фракции компартии Германии Эрнст Торглер и три болгарских коммуниста — Георгий Димитров, Васил Танев и Благой Попов. Процесс, организованный в сентябре-декабре 1933 года в лейпцигском Имперском суде, широко освещался в прессе и транслировался по радио. В это время в советско-германских отношениях развернулся так называемый «журналистский конфликт», причиной которого послужил в том числе арест и обыск советских журналистов (в том числе представителей ТАСС) 22 сентября, при попытке попасть на Лейпцигский процесс. 23 сентября советское правительство приняло решение об отзыве советских журналистов из Германии и высылке германских журналистов из СССР в течение трёх дней, что было беспрецедентной мерой в дипломатической практике. Германия пошла на попятную и 4 ноября 1933 года советские журналисты впервые присутствовали на заседании суда в Лейпциге.
Во время процесса Ван дер Люббе говорил, что в Рейхстаге «были и другие». Торглер избегал резких высказываний против нацистов. Танев и Попов практически не знали немецкого языка. Однако Димитров, как оказалось, хорошо владел немецким языком и превратил суд в обвинительный процесс против нацистов. Георгия Димитрова 36 раз лишали слова, 5 раз изгоняли из зала суда. Из-за неудачного для нацистов хода процесса его радиотрансляция была прекращена.
Из пяти обвиняемых свою вину признал только Ван дер Люббе. Торглеру удалось на суде доказать своё алиби — он во время пожара находился в ресторане. Димитров, Танев и Попов также имели алиби — они доказали, что во время пожара вообще находились не в Берлине, а в Мюнхене.
Суд признал виновным Ван дер Люббе и вынес ему смертный приговор; вскоре он был гильотинирован. Остальные обвиняемые были оправданы, однако полиция оставила их в тюрьме. После того, как Москва предоставила трём болгарам советское гражданство, они были высланы в СССР. Торглер был перемещён в концлагерь, но в 1934 году дал обещание больше не заниматься политикой и в 1935 году был освобождён. Его исключили из компартии Германии.
В Лондоне антифашисты организовали параллельный антипроцесс, на котором обвинили в поджоге рейхстага самих нацистов. Ведший расследование комитет при участии британских, французских, американских, бельгийских и швейцарских общественных деятелей пришёл к выводу, что в сговоре с Ван дер Люббе был сам министр внутренних дел и председатель Рейхстага Герман Геринг. В изданной отдельной инициативной группой, Комитетом помощи жертвам германского фашизма, «Коричневой книге» в поджоге Рейхстага также обвинялись нацисты, и в ходе Лейпцигского процесса прокурор предпринял усилия, чтобы опровергнуть отдельные утверждения из этой книги.
Результатом Лейпцигского процесса была передача политических дел из рук обычных судов в руки специально созданной Народной судебной палаты. Открытые политические процессы более не проводились. Многие противники нацистов, в том числе и лидер немецких коммунистов Эрнст Тельман, содержались в тюрьме без суда и позднее были казнены без суда.